# Кулыкольский сельский округ (Уалихановский район)
Кулыкольский сельский округ (каз. Қулыкөл ауылдық округі) — административная единица в составе Уалихановского района Северо-Казахстанской области Казахстана. Административный центр — село Кулыколь.
Население — 1545 человек (2009, 1867 в 1999, 2656 в 1989).

## История
Сельский совет образован Указом Президиума Верховного Совета Казахской ССР от 5 августа 1967 года. 23 июня 2000 года распоряжением акима Уалихановского района Северо-Казахстанской области образован Кулыкольский сельский округ.
Ранее сельский округ назывался Чапаевским сельским советом.

## Состав
В состав округа входят такие населенные пункты:
| Населенный пункт | Население, человек (1989) | Население, человек (1999) | Население, человек (2009) |
| ---------------- | ------------------------- | ------------------------- | ------------------------- |
| Береке, село     | 441                       | 343                       | 287                       |
| Каратал, село    | 443                       | 354                       | 311                       |
| Кулыколь, село   | 1772                      | 1170                      | 947                       |